# 村木利雄
村木利雄（むらき としお、1949年7月19日 - ）は日本の大蔵官僚。血液型はAB型。

## 来歴
東京都福生市出身。東京都立立川高等学校、東京大学経済学部経済学科卒業。1972年 大蔵省入省（銀行局総務課）。1995年6月 銀行局銀行課長。1996年7月12日 大臣官房金融検査部管理課長。1997年7月15日 札幌国税局長。1998年7月1日 国税庁長官官房国税審議官（酒税担当）。2000年6月30日 国税不服審判所次長。2001年7月9日 退官。同年7月 特殊法人雇用・能力開発機構理事。2005年7月 南都銀行顧問。2012年6月 佐賀銀行代表取締役副頭取。2014年4月 同行代表取締役会長（〜2017年6月29日）。

## 略歴
- 1972年4月：大蔵省入省。
- 1973年8月：大阪国税局調査部。
- 1974年8月：大臣官房調査企画課。
- 1975年7月：大臣官房文書課審査第二係長心得[4]。
- 1976年7月：主計局調査課計画係長[5]。
- 1977年7月：行田税務署長。
- 1978年7月：厚生省年金局企画課長補佐。
- 1979年4月：厚生省年金局年金課長補佐。
- 1980年7月：銀行局中小金融課長補佐。
- 1982年6月：理財局国債課長補佐（企画）。
- 1984年7月：理財局付（外務研修）。
- 1985年5月：外務省在オーストリア日本国大使館一等書記官。
- 1988年7月：大臣官房企画官 兼 証券局流通市場課。
- 1990年6月：証券局流通市場課証券取引審査室長。
- 1991年6月：大臣官房参事官（理財局国有財産総括課担当）。
- 1993年7月：銀行局調査課長。
- 1995年6月：銀行局銀行課長。
- 1996年7月12日：大臣官房金融検査部管理課長。
- 1997年7月15日：札幌国税局長。
- 1998年7月1日：国税庁長官官房国税審議官（酒税担当）。
- 2000年6月30日：国税不服審判所次長。
- 2004年7月9日：退官。